# Campeonato Mundial de Voleibol Masculino Sub-21 de 2021
El XXI Campeonato Mundial de Voleibol Masculino Sub-21 de 2021 fue un torneo de selecciones masculinas de voleibol que se celebró en Italia y Bulgaria del 23 de septiembre al 3 de octubre de 2021. Es organizado por la Federación Internacional de Voleibol. El campeonato se jugó en la ciudad de Cagliari, Carbonia y Sofía.

## Proceso de clasificación
| Confederación | Método de Clasificación                                  | Fecha                                        | Lugar          | Cupos | Equipo                                    |  |
| ------------- | -------------------------------------------------------- | -------------------------------------------- | -------------- | ----- | ----------------------------------------- |  |
| FIVB          | Anfitrión                                                | 13 de octubre de 2020                        | Lausana, Suiza | 1     | Italia Bulgaria                           |  |
| FIVB          | Ranking Mundial FIVB Sub-21                              | Marzo 2021                                   | Lausana, Suiza | 4     | Marruecos Bahréin República Checa Polonia |  |
| CEV           | Campeonato Europeo de Voleibol Masculino Sub-20 de 2020  | Del 26 de septiembre al 4 de octubre de 2020 | Brno y Kuřim   | 2     | Rusia Bélgica                             |  |
| AVC           | Campeonato Asiático de Voleibol Masculino Sub-20 de 2018 | Del 21 al 28 de julio de 2018                | Riffa, Baréin  | 2     | Irán Corea del Sur Tailandia              |  |
| NORCECA       | Ranking NORCECA                                          | Enero 2020                                   | Santo Domingo  | 2     | Cuba Canadá                               |  |
| CAVB          | Campeonato Africano de Voleibol Masculino Sub-21 de 2020 | Del 20 al 24 de febrero de 2021              | Cairo          | 2     | Camerún Egipto                            |  |
| CSV           | Ranking Sudamericano                                     | Marzo 2021                                   | Río de Janeiro | 2     | Brasil Argentina                          |  |
| Total         | Total                                                    | Total                                        | Total          | 16    |                                           |  |

## Organización

### Formato de competición
El torneo se desarrolla dividido en tres rondas.
En la primera ronda las 16 selecciones fueron repartidas en 4 grupos de 4 equipos, en cada grupo se jugó con un sistema de todos contra todos y los equipos fueron clasificados de acuerdo a los siguientes criterios:
1. Partidos ganados.
2. Puntos obtenidos, los cuales son otorgados de la siguiente manera:
  - Partido con resultado final 3-0 o 3-1: 3 puntos al ganador y 0 puntos al perdedor.
  - Partido con resultado final 3-2: 3 puntos al ganador y 1 punto al perdedor.
3. Proporción entre los sets ganados y los sets perdidos (Sets ratio).
4. Proporción entre los puntos ganados y los puntos perdidos (Puntos ratio).
5. Si el empate en puntos ratio persiste entre dos equipos se le da prioridad al equipo que haya ganado el último partido entre los equipos implicados.
6. Si el empate en puntos ratio es entre tres o más equipos se elabora una nueva clasificación tomando en consideración solo los partidos jugados entre los equipos implicados.

Al finalizar los partidos de la primera ronda y de acuerdo a la ubicación obtenida en su respectivo grupo cada una de las 16 selecciones pasaron a conformar uno de los cuatro grupos de la siguiente ronda. 
En la segunda ronda, los dos primeros lugares de cada grupo en la primera ronda fueron distribuidos en dos grupos (E y F) de cuatro equipos, por otro lado, los dos últimos lugares de cada grupo de la primera fase también fueron distribuidos en dos grupos (G y H) de cuatro equipos. Los cuatro grupos de la segunda ronda se jugaron con el mismo sistema de la fase anterior y los equipos fueron clasificados bajo los mismos criterios.
La distribución de los equipos en los grupos de la segunda ronda fue de la siguiente manera:
- Grupo E: 1.° del grupo A, 2.° del grupo B, 1.° del grupo C y 2.° del grupo D
- Grupo F: 1.° del grupo B, 2.° del grupo A, 1.° del grupo D y 2.° del grupo C
- Grupo G: 3.° del grupo A, 4.° del grupo B, 3.° del grupo C y 4.° del grupo D
- Grupo H: 3.° del grupo B, 4.° del grupo A, 3.° del grupo D y 4.° del grupo C

Al finalizar los partidos de la segunda ronda y de acuerdo a la ubicación obtenida en su respectivo grupo los equipos de los grupos G y H pasaron a disputar los partidos de clasificación del noveno al decimosexto lugar mientras que los equipos de los grupos E y F disputaron los partidos de clasificación del primer al octavo lugar en la siguiente ronda.
En la ronda final los dos últimos lugares de los grupos G y H disputaron los play-offs para definir los puestos 13.° al 16.° y los primeros lugares de ambos grupos para determinar los puestos 9.° al 12°. Los dos últimos lugares de los grupos E y F disputaron los play-offs para definir los puestos 5.° al 8.°, finalmente, los primeros dos lugares de los grupos E y F definieron los puestos 1.° al 4.° mediante play-offs consistentes en semifinales con los perdedores jugando el partido por el tercer lugar y los ganadores disputando la final, partido en el cual se determina al campeón del torneo.
Todos los play-offs de clasificación se jugaron bajo el mismo sistema usado en la definición de los primeros cuatro puestos.

## Equipos participantes

### Conformación de los grupos
| Grupo A                                             | Grupo B                                  | Grupo C                          | Grupo D                     |
| --------------------------------------------------- | ---------------------------------------- | -------------------------------- | --------------------------- |
| Italia (Anfitrión) Egipto República Checa Tailandia | Bulgaria(Anfitrión) Cuba Bahréin Polonia | Irán Argentina Marruecos Bélgica | Rusia Brasil Camerún Canadá |

## Resultados

### Primera ronda
– Clasificado a la Segunda ronda-Grupo E.      – Clasificado a la Segunda ronda-Grupo F.      – Clasificado a la Segunda ronda-Grupo G.      – Clasificado a la Segunda ronda-Grupo H.

#### Grupo A
| Pos. | Equipo          | Partidos | Partidos | Partidos | Pts. | Sets | Sets | Sets  | Puntos | Puntos | Puntos |
| Pos. | Equipo          | PJ       | PG       | PP       | Pts. | SG   | SP   | Ratio | PG     | PP     | Ratio  |
| ---- | --------------- | -------- | -------- | -------- | ---- | ---- | ---- | ----- | ------ | ------ | ------ |
| 1    | Italia          | 3        | 3        | 0        | 9    | 9    | 0    | MAX   | 225    | 140    | 1.608  |
| 2    | República Checa | 3        | 2        | 1        | 6    | 6    | 4    | 1.500 | 230    | 212    | 1.085  |
| 3    | Tailandia       | 3        | 1        | 2        | 3    | 3    | 7    | 0.429 | 182    | 244    | 0.746  |
| 4    | Egipto          | 3        | 0        | 3        | 0    | 2    | 9    | 0.222 | 233    | 274    | 0.850  |

| Fecha            | Hora  | Equipo 1        | Res.  | Equipo 2        | Set 1 | Set 2 | Set 3 | Set 4 | Set 5 | Total  | Reporte |
| ---------------- | ----- | --------------- | ----- | --------------- | ----- | ----- | ----- | ----- | ----- | ------ | ------- |
| 23 de septiembre | 16:00 | República Checa | 3 – 1 | Egipto          | 25-20 | 25-16 | 29-31 | 25-23 | -     | 104–90 | P2      |
| 23 de septiembre | 19:00 | Tailandia       | 0 – 3 | Italia          | 12-25 | 15-25 | 13-25 | -     | -     | 40–75  | P2      |
| 24 de septiembre | 16:00 | República Checa | 3 – 0 | Tailandia       | 25-16 | 25-16 | 25-15 | -     | -     | 75–47  | P2      |
| 24 de septiembre | 19:00 | Egipto          | 0 – 3 | Italia          | 13-25 | 22-25 | 14-25 | -     | -     | 49–75  | P2      |
| 25 de septiembre | 16:00 | Egipto          | 1 – 3 | Tailandia       | 25-18 | 22-25 | 22-25 | 25-27 | -     | 94–95  | P2      |
| 25 de septiembre | 19:00 | Italia          | 3 – 0 | República Checa | 25-16 | 25-15 | 25-20 | -     | -     | 75–51  | P2      |

#### Grupo B
| Pos. | Equipo   | Partidos | Partidos | Partidos | Pts. | Sets | Sets | Sets  | Puntos | Puntos | Puntos |
| Pos. | Equipo   | PJ       | PG       | PP       | Pts. | SG   | SP   | Ratio | PG     | PP     | Ratio  |
| ---- | -------- | -------- | -------- | -------- | ---- | ---- | ---- | ----- | ------ | ------ | ------ |
| 1    | Polonia  | 3        | 3        | 0        | 9    | 9    | 2    | 4.500 | 270    | 233    | 1.159  |
| 2    | Bulgaria | 3        | 2        | 1        | 6    | 7    | 3    | 2.333 | 240    | 231    | 1.039  |
| 3    | Cuba     | 3        | 1        | 2        | 3    | 4    | 7    | 0.571 | 237    | 252    | 0.849  |
| 4    | Bahréin  | 3        | 0        | 3        | 0    | 1    | 9    | 0.111 | 211    | 244    | 0.865  |

| Fecha            | Hora  | Equipo 1 | Res.  | Equipo 2 | Set 1 | Set 2 | Set 3 | Set 4 | Set 5 | Total  | Reporte |
| ---------------- | ----- | -------- | ----- | -------- | ----- | ----- | ----- | ----- | ----- | ------ | ------- |
| 23 de septiembre | 13:00 | Cuba     | 1 – 3 | Polonia  | 16-25 | 19-25 | 25-18 | 19-25 | -     | 79–93  | P2      |
| 23 de septiembre | 19:00 | Bulgaria | 3 – 0 | Bahréin  | 25-21 | 25-21 | 25-23 | -     | -     | 75–65  | P2      |
| 24 de septiembre | 16:00 | Polonia  | 3 – 0 | Bahréin  | 25-21 | 25-20 | 25-21 | -     | -     | 75–62  | P2      |
| 24 de septiembre | 19:00 | Cuba     | 0 – 3 | Bulgaria | 21-25 | 22-25 | 21-25 | -     | -     | 64–75  | P2      |
| 25 de septiembre | 13:00 | Bahréin  | 1 – 3 | Cuba     | 25-19 | 20-25 | 18-25 | 21-25 | -     | 84–94  | P2      |
| 25 de septiembre | 19:00 | Polonia  | 3 – 1 | Bulgaria | 29-27 | 25-19 | 23-25 | 25-19 | -     | 102–90 | P2      |

#### Grupo C
| Pos. | Equipo    | Partidos | Partidos | Partidos | Pts. | Sets | Sets | Sets  | Puntos | Puntos | Puntos |
| Pos. | Equipo    | PJ       | PG       | PP       | Pts. | SG   | SP   | Ratio | PG     | PP     | Ratio  |
| ---- | --------- | -------- | -------- | -------- | ---- | ---- | ---- | ----- | ------ | ------ | ------ |
| 1    | Bélgica   | 3        | 3        | 0        | 8    | 9    | 3    | 3.000 | 290    | 222    | 1.306  |
| 2    | Argentina | 3        | 2        | 1        | 5    | 7    | 5    | 1.400 | 259    | 253    | 1.024  |
| 3    | Irán      | 3        | 1        | 2        | 5    | 7    | 6    | 1.167 | 288    | 271    | 1.063  |
| 4    | Marruecos | 3        | 0        | 3        | 0    | 0    | 9    | 0.000 | 137    | 225    | 0.609  |

| Fecha            | Hora  | Equipo 1  | Res.  | Equipo 2  | Set 1 | Set 2 | Set 3 | Set 4 | Set 5 | Total   | Reporte |
| ---------------- | ----- | --------- | ----- | --------- | ----- | ----- | ----- | ----- | ----- | ------- | ------- |
| 23 de septiembre | 16:00 | Argentina | 3 – 0 | Marruecos | 25-13 | 25-16 | 25-23 | -     | -     | 75–52   | P2      |
| 23 de septiembre | 19:00 | Bélgica   | 3 – 2 | Irán      | 25-20 | 25-23 | 26-28 | 26-28 | 15-8  | 117–107 | P2      |
| 24 de septiembre | 16:00 | Marruecos | 0 – 3 | Bélgica   | 16-25 | 12-25 | 16-25 | -     | -     | 44–75   | P2      |
| 24 de septiembre | 19:00 | Argentina | 3 – 2 | Irán      | 25-20 | 20-25 | 24-26 | 25-18 | 19-17 | 113–106 | P2      |
| 25 de septiembre | 16:00 | Argentina | 1 – 3 | Bélgica   | 19-25 | 17-25 | 25-23 | 20-25 | -     | 71–98   | P2      |
| 25 de septiembre | 19:00 | Irán      | 3 – 0 | Marruecos | 25-5  | 25-21 | 25-15 | -     | -     | 75–41   | P2      |

#### Grupo D
| Pos. | Equipo   | Partidos | Partidos | Partidos | Pts. | Sets | Sets | Sets  | Puntos | Puntos | Puntos |
| Pos. | Equipo   | PJ       | PG       | PP       | Pts. | SG   | SP   | Ratio | PG     | PP     | Ratio  |
| ---- | -------- | -------- | -------- | -------- | ---- | ---- | ---- | ----- | ------ | ------ | ------ |
| 1    | Rusia    | 3        | 3        | 0        | 5    | 9    | 3    | 3.000 | 275    | 184    | 1.495  |
| 2    | Brasil   | 3        | 2        | 1        | 7    | 8    | 3    | 2.666 | 252    | 165    | 1.527  |
| 3    | Canadá   | 3        | 1        | 2        | 3    | 4    | 6    | 0.667 | 218    | 171    | 1.275  |
| 4    | Camerún* | 3        | 0        | 3        | 0    | 0    | 9    | 0.000 | 0      | 225    | 0.000  |

*Camerún no llegó a la competición por lo que sus partidos se dieron por perdidos 3-0 y 25-0.
| Fecha            | Hora  | Equipo 1 | Res.  | Equipo 2 | Set 1 | Set 2 | Set 3 | Set 4 | Set 5 | Total   | Reporte |
| ---------------- | ----- | -------- | ----- | -------- | ----- | ----- | ----- | ----- | ----- | ------- | ------- |
| 23 de septiembre | 16:00 | Rusia    | 3 – 2 | Brasil   | 16-25 | 25-22 | 23-25 | 25-21 | 15-9  | 104–102 | P2      |
| 24 de septiembre | 13:00 | Canadá   | 0 – 3 | Brasil   | 22-25 | 21-25 | 18-25 | -     | -     | 61–75   | P2      |
| 25 de septiembre | 16:00 | Canadá   | 1 – 3 | Rusia    | 13-25 | 22-25 | 25-21 | 22-25 | -     | 82–96   | P2      |

### Segunda ronda
– Clasificados a las Semifinales.      – Clasificados a las Semifinales 5.° al 8.° puesto.      – Clasificados a las Semifinales 9.° al 12.° puesto.      – Clasificados a las Semifinales 13.° al 16.° puesto.

#### Grupo E
| Pos. | Equipo          | Partidos | Partidos | Partidos | Pts. | Sets | Sets | Sets  | Puntos | Puntos | Puntos |
| Pos. | Equipo          | PJ       | PG       | PP       | Pts. | SG   | SP   | Ratio | PG     | PP     | Ratio  |
| ---- | --------------- | -------- | -------- | -------- | ---- | ---- | ---- | ----- | ------ | ------ | ------ |
| 1    | Italia          | 3        | 3        | 0        | 9    | 9    | 0    | MAX   | 228    | 183    | 1.246  |
| 2    | Argentina       | 3        | 2        | 1        | 5    | 6    | 6    | 1.000 | 275    | 266    | 1.034  |
| 3    | República Checa | 3        | 1        | 2        | 3    | 5    | 8    | 0.625 | 257    | 289    | 0.889  |
| 4    | Bélgica         | 3        | 0        | 3        | 1    | 3    | 9    | 0.334 | 254    | 276    | 0.920  |

| Fecha            | Hora  | Equipo 1        | Res.  | Equipo 2        | Set 1 | Set 2 | Set 3 | Set 4 | Set 5 | Total   | Reporte |
| ---------------- | ----- | --------------- | ----- | --------------- | ----- | ----- | ----- | ----- | ----- | ------- | ------- |
| 27 de septiembre | 16:00 | República Checa | 3 – 2 | Bélgica         | 14-25 | 22-25 | 25-23 | 25-18 | 15-12 | 101–103 | P2      |
| 27 de septiembre | 19:00 | Italia          | 3 – 0 | Argentina       | 25-22 | 26-24 | 25-20 | -     | -     | 76–66   | P2      |
| 28 de septiembre | 16:00 | Bélgica         | 1 – 3 | Argentina       | 21-25 | 25-23 | 19-25 | 21-25 | -     | 86–98   | P2      |
| 28 de septiembre | 19:00 | Italia          | 3 – 0 | República Checa | 25-19 | 25-18 | 25-15 | -     | -     | 75–52   | P2      |
| 29 de septiembre | 16:00 | República Checa | 2 – 3 | Argentina       | 25-22 | 22-25 | 17-25 | 25-22 | 13-17 | 104–111 | P2      |
| 29 de septiembre | 19:00 | Italia          | 3 – 0 | Bélgica         | 25-17 | 25-23 | 27-25 | -     | -     | 77–65   | P2      |

#### Grupo F
| Pos. | Equipo   | Partidos | Partidos | Partidos | Pts. | Sets | Sets | Sets  | Puntos | Puntos | Puntos |
| Pos. | Equipo   | PJ       | PG       | PP       | Pts. | SG   | SP   | Ratio | PG     | PP     | Ratio  |
| ---- | -------- | -------- | -------- | -------- | ---- | ---- | ---- | ----- | ------ | ------ | ------ |
| 1    | Rusia    | 3        | 3        | 0        | 9    | 9    | 1    | 9.000 | 250    | 223    | 1.121  |
| 2    | Polonia  | 3        | 2        | 1        | 5    | 7    | 6    | 1.667 | 292    | 295    | 0.989  |
| 3    | Brasil   | 3        | 1        | 2        | 0    | 4    | 6    | 0.667 | 247    | 231    | 1.069  |
| 4    | Bulgaria | 3        | 0        | 3        | 1    | 2    | 9    | 0.222 | 219    | 259    | 0.845  |

| Fecha            | Hora  | Equipo 1 | Res.  | Equipo 2 | Set 1 | Set 2 | Set 3 | Set 4 | Set 5 | Total   | Reporte |
| ---------------- | ----- | -------- | ----- | -------- | ----- | ----- | ----- | ----- | ----- | ------- | ------- |
| 27 de septiembre | 13:00 | Brasil   | 1 – 3 | Polonia  | 26-28 | 23-25 | 25-19 | 23-25 | -     | 97–97   | P2      |
| 27 de septiembre | 19:00 | Bulgaria | 0 – 3 | Rusia    | 21-25 | 22-25 | 19-25 | -     | -     | 62–75   | P2      |
| 28 de septiembre | 13:00 | Rusia    | 3 – 0 | Brasil   | 27-25 | 25-21 | 31-29 | -     | -     | 83–75   | P2      |
| 28 de septiembre | 19:00 | Polonia  | 3 – 2 | Bulgaria | 21-25 | 23-25 | 25-22 | 25-22 | 15-12 | 109–106 | P2      |
| 29 de septiembre | 13:00 | Polonia  | 1 – 3 | Rusia    | 23-25 | 25-17 | 18-25 | 20-25 | -     | 86–92   | P2      |
| 29 de septiembre | 19:00 | Bulgaria | 0 – 3 | Brasil   | 14-25 | 22-25 | 15-25 | -     | -     | 51–75   | P2      |

#### Grupo G
| Pos. | Equipo    | Partidos | Partidos | Partidos | Pts. | Sets | Sets | Sets  | Puntos | Puntos | Puntos |
| Pos. | Equipo    | PJ       | PG       | PP       | Pts. | SG   | SP   | Ratio | PG     | PP     | Ratio  |
| ---- | --------- | -------- | -------- | -------- | ---- | ---- | ---- | ----- | ------ | ------ | ------ |
| 1    | Irán      | 3        | 3        | 0        | 9    | 9    | 0    | MAX   | 225    | 153    | 1.470  |
| 2    | Tailandia | 3        | 2        | 1        | 6    | 6    | 4    | 1.500 | 220    | 218    | 1.009  |
| 3    | Egipto    | 3        | 1        | 2        | 3    | 4    | 7    | 0.571 | 265    | 243    | 1.053  |
| 4    | Marruecos | 3        | 0        | 3        | 0    | 1    | 9    | 0.111 | 160    | 247    | 0.647  |

| Fecha            | Hora  | Equipo 1  | Res.  | Equipo 2  | Set 1 | Set 2 | Set 3 | Set 4 | Set 5 | Total | Reporte |
| ---------------- | ----- | --------- | ----- | --------- | ----- | ----- | ----- | ----- | ----- | ----- | ------- |
| 27 de septiembre | 16:00 | Tailandia | 3 – 0 | Marruecos | 25-12 | 25-15 | 25-22 | -     | -     | 75–49 | P2      |
| 27 de septiembre | 19:00 | Egipto    | 0 – 3 | Irán      | 22-25 | 23-25 | 20-25 | -     | -     | 65–75 | P2      |
| 28 de septiembre | 16:00 | Irán      | 3 – 0 | Marruecos | 25-9  | 25-14 | 25-13 | -     | -     | 75–36 | P2      |
| 28 de septiembre | 19:00 | Tailandia | 3 – 1 | Egipto    | 25-23 | 25-23 | 18-25 | 25-23 | -     | 93–94 | P2      |
| 29 de septiembre | 16:00 | Egipto    | 3 – 1 | Marruecos | 22-25 | 25-12 | 25-19 | 25-19 | -     | 97–75 | P2      |
| 29 de septiembre | 19:00 | Tailandia | 0 – 3 | Irán      | 18-25 | 12-25 | 22-25 | -     | -     | 52–75 | P2      |

#### Grupo H
| Pos. | Equipo   | Partidos | Partidos | Partidos | Pts. | Sets | Sets | Sets  | Puntos | Puntos | Puntos |
| Pos. | Equipo   | PJ       | PG       | PP       | Pts. | SG   | SP   | Ratio | PG     | PP     | Ratio  |
| ---- | -------- | -------- | -------- | -------- | ---- | ---- | ---- | ----- | ------ | ------ | ------ |
| 1    | Canadá   | 3        | 3        | 0        | 9    | 9    | 0    | MAX   | 275    | 119    | 2.311  |
| 2    | Cuba     | 3        | 2        | 1        | 6    | 6    | 4    | 1.500 | 237    | 172    | 1.378  |
| 3    | Bahréin  | 3        | 1        | 2        | 3    | 4    | 6    | 0.667 | 232    | 178    | 1.303  |
| 4    | Camerún* | 3        | 0        | 3        | 0    | 0    | 9    | 0.000 | 0      | 225    | 0.000  |

*Camerún no llegó a la competición por lo que sus partidos se dieron por perdidos 3-0 y 25-0.
| Fecha            | Hora  | Equipo 1 | Res.  | Equipo 2 | Set 1 | Set 2 | Set 3 | Set 4 | Set 5 | Total  | Reporte |
| ---------------- | ----- | -------- | ----- | -------- | ----- | ----- | ----- | ----- | ----- | ------ | ------- |
| 27 de septiembre | 16:00 | Bahréin  | 0 – 3 | Canadá   | 22-25 | 21-25 | 17-25 | -     | -     | 60–75  | P2      |
| 28 de septiembre | 16:00 | Cuba     | 3 – 1 | Bahréin  | 26-28 | 25-21 | 27-25 | 25-23 | -     | 103–97 | P2      |
| 29 de septiembre | 16:00 | Cuba     | 0 – 3 | Canadá   | 21-25 | 21-25 | 17-25 | -     | -     | 59–75  | P2      |

### Ronda final

#### Clasificación 13.º al 16.º puesto
|  | Semifinales 13.º al 16.º puesto | Semifinales 13.º al 16.º puesto |   |         | Partido 13.º y 14.º puesto | Partido 13.º y 14.º puesto |  |
|  |                                 |                                 |   |         |                            |                            |  |
|  |                                 |                                 |   |         |                            |                            |  |
|  | Egipto                          | 3                               |   |         |                            |                            |  |
|  | Camerún                         | 0                               |   |         |                            |                            |  |
|  |                                 |                                 |   |         |                            |                            |  |
|  |                                 |                                 |   |         |                            |                            |  |
|  |                                 |                                 |   |         | Egipto                     | 3                          |  |
|  |                                 | Bahréin                         | 2 |         |                            |                            |  |
|  |                                 |                                 |   |         |                            |                            |  |
|  |                                 |                                 |   |         |                            |                            |  |
|  |                                 |                                 |   |         | Partido 15.º y 16.º puesto |                            |  |
|  |                                 |                                 |   |         |                            |                            |  |
|  | Bahréin                         | 3                               |   | Camerún | 0                          |                            |  |
|  | Marruecos                       | 0                               |   |         | Marruecos                  | 3                          |  |

##### Semifinales 13.º al 16.º puesto
| Fecha        | Hora  | Equipo 1 | Res.  | Equipo 2  | Set 1 | Set 2 | Set 3 | Set 4 | Set 5 | Total | Reporte |
| ------------ | ----- | -------- | ----- | --------- | ----- | ----- | ----- | ----- | ----- | ----- | ------- |
| 2 de octubre | –     | Egipto   | 3 – 0 | Camerún   | 25-0  | 25-0  | 25-0  | -     | -     | 75–0  | P2      |
| 2 de octubre | 13:00 | Bahréin  | 3 – 0 | Marruecos | 25-21 | 25-13 | 25-22 | -     | -     | 75–56 | P2      |

##### Partido por el 15.º y 16.º puesto
| Fecha        | Hora | Equipo 1 | Res.  | Equipo 2  | Set 1 | Set 2 | Set 3 | Set 4 | Set 5 | Total | Reporte |
| ------------ | ---- | -------- | ----- | --------- | ----- | ----- | ----- | ----- | ----- | ----- | ------- |
| 3 de octubre | –    | Camerún  | 0 – 3 | Marruecos | 0-25  | 0-25  | 0-25  | -     | -     | 0–75  | P2      |

##### Partido por el 13.º y 14.º puesto
| Fecha        | Hora  | Equipo 1 | Res.  | Equipo 2 | Set 1 | Set 2 | Set 3 | Set 4 | Set 5 | Total   | Reporte |
| ------------ | ----- | -------- | ----- | -------- | ----- | ----- | ----- | ----- | ----- | ------- | ------- |
| 3 de octubre | 10:00 | Egipto   | 3 – 2 | Bahréin  | 26-28 | 26-24 | 22-25 | 25-16 | 15-9  | 114–102 | P2      |

#### Clasificación 9.º al 12.º puesto
|  | Semifinales 9.º al 12.º puesto | Semifinales 9.º al 12.º puesto |   |           | Partido 9.º y 10.º puesto  | Partido 9.º y 10.º puesto |  |
|  |                                |                                |   |           |                            |                           |  |
|  |                                |                                |   |           |                            |                           |  |
|  | Canadá                         | 3                              |   |           |                            |                           |  |
|  | Tailandia                      | 0                              |   |           |                            |                           |  |
|  |                                |                                |   |           |                            |                           |  |
|  |                                |                                |   |           |                            |                           |  |
|  |                                |                                |   |           | Canadá                     | 1                         |  |
|  |                                | Irán                           | 3 |           |                            |                           |  |
|  |                                |                                |   |           |                            |                           |  |
|  |                                |                                |   |           |                            |                           |  |
|  |                                |                                |   |           | Partido 11.º y 12.º puesto |                           |  |
|  |                                |                                |   |           |                            |                           |  |
|  | Irán                           | 3                              |   | Tailandia | 1                          |                           |  |
|  | Cuba                           | 1                              |   |           | Cuba                       | 3                         |  |

##### Semifinales 9.º al 12.º puesto
| Fecha        | Hora  | Equipo 1 | Res.  | Equipo 2  | Set 1 | Set 2 | Set 3 | Set 4 | Set 5 | Total | Reporte |
| ------------ | ----- | -------- | ----- | --------- | ----- | ----- | ----- | ----- | ----- | ----- | ------- |
| 2 de octubre | 16:00 | Canadá   | 3 – 0 | Tailandia | 25-20 | 25-16 | 25-17 | -     | -     | 75–53 | P2      |
| 2 de octubre | 19:00 | Irán     | 3 – 1 | Cuba      | 25-15 | 25-19 | 17-25 | 25-23 | -     | 92–82 | P2      |

##### Partido por el 11.º y 12.º puesto
| Fecha        | Hora  | Equipo 1  | Res.  | Equipo 2 | Set 1 | Set 2 | Set 3 | Set 4 | Set 5 | Total  | Reporte |
| ------------ | ----- | --------- | ----- | -------- | ----- | ----- | ----- | ----- | ----- | ------ | ------- |
| 3 de octubre | 13:00 | Tailandia | 1 – 3 | Cuba     | 37-35 | 18-25 | 16-25 | 23-25 | -     | 94–110 | P2      |

##### Partido por el 9.º y 10.º puesto
| Fecha        | Hora  | Equipo 1 | Res.  | Equipo 2 | Set 1 | Set 2 | Set 3 | Set 4 | Set 5 | Total  | Reporte |
| ------------ | ----- | -------- | ----- | -------- | ----- | ----- | ----- | ----- | ----- | ------ | ------- |
| 3 de octubre | 16:00 | Canadá   | 1 – 3 | Irán     | 17-25 | 21-25 | 27-25 | 15-25 | -     | 80–100 | P2      |

#### Clasificación 5.º al 8.º puesto
|  | Semifinales 5.º al 8.º puesto | Semifinales 5.º al 8.º puesto |   |        | Partido 5.º y 6.º puesto | Partido 5.º y 6.º puesto |  |
|  |                               |                               |   |        |                          |                          |  |
|  |                               |                               |   |        |                          |                          |  |
|  | Brasil                        | 1                             |   |        |                          |                          |  |
|  | Bélgica                       | 3                             |   |        |                          |                          |  |
|  |                               |                               |   |        |                          |                          |  |
|  |                               |                               |   |        |                          |                          |  |
|  |                               |                               |   |        | Bélgica                  | 3                        |  |
|  |                               | Bulgaria                      | 1 |        |                          |                          |  |
|  |                               |                               |   |        |                          |                          |  |
|  |                               |                               |   |        |                          |                          |  |
|  |                               |                               |   |        | Partido 7.º y 8.º puesto |                          |  |
|  |                               |                               |   |        |                          |                          |  |
|  | República Checa               | 1                             |   | Brasil | 3                        |                          |  |
|  | Bulgaria                      | 3                             |   |        | República Checa          | 0                        |  |

##### Semifinales 5.º al 8.º puesto
| Fecha        | Hora  | Equipo 1        | Res.  | Equipo 2 | Set 1 | Set 2 | Set 3 | Set 4 | Set 5 | Total | Reporte |
| ------------ | ----- | --------------- | ----- | -------- | ----- | ----- | ----- | ----- | ----- | ----- | ------- |
| 2 de octubre | 16:00 | República Checa | 1 – 3 | Bulgaria | 26-24 | 22-25 | 22-25 | 23-25 | -     | 93–99 | P2      |
| 2 de octubre | 19:00 | Brasil          | 1 – 3 | Bélgica  | 25-19 | 24-25 | 21-25 | 23-25 | -     | 93–94 | P2      |

##### Partido por el 7.º y 8.º puesto
| Fecha        | Hora  | Equipo 1        | Res.  | Equipo 2 | Set 1 | Set 2 | Set 3 | Set 4 | Set 5 | Total | Reporte |
| ------------ | ----- | --------------- | ----- | -------- | ----- | ----- | ----- | ----- | ----- | ----- | ------- |
| 3 de octubre | 16:00 | República Checa | 0 – 3 | Brasil   | 13-25 | 21-25 | 15-25 | -     | -     | 49–75 | P2      |

##### Partido por el 5.º y 6.º puesto
| Fecha        | Hora  | Equipo 1 | Res.  | Equipo 2 | Set 1 | Set 2 | Set 3 | Set 4 | Set 5 | Total | Reporte |
| ------------ | ----- | -------- | ----- | -------- | ----- | ----- | ----- | ----- | ----- | ----- | ------- |
| 3 de octubre | 19:00 | Bulgaria | 1 – 3 | Bélgica  | 25-19 | 22-25 | 20-25 | 23-25 | -     | 90–94 | P2      |

#### Clasificación1.eral 4.º puesto
|  | Semifinales | Semifinales |   |           | Final                     | Final |  |
|  |             |             |   |           |                           |       |  |
|  |             |             |   |           |                           |       |  |
|  | Italia      | 3           |   |           |                           |       |  |
|  | Polonia     | 2           |   |           |                           |       |  |
|  |             |             |   |           |                           |       |  |
|  |             |             |   |           |                           |       |  |
|  |             |             |   |           | Italia                    | 3     |  |
|  |             | Rusia       | 0 |           |                           |       |  |
|  |             |             |   |           |                           |       |  |
|  |             |             |   |           |                           |       |  |
|  |             |             |   |           | Partido 3.er y 4.º puesto |       |  |
|  |             |             |   |           |                           |       |  |
|  | Rusia       | 3           |   | Argentina | 0                         |       |  |
|  | Argentina   | 0           |   |           | Polonia                   | 3     |  |

##### Semifinales
| Fecha        | Hora  | Equipo 1 | Res.  | Equipo 2  | Set 1 | Set 2 | Set 3 | Set 4 | Set 5 | Total  | Reporte |
| ------------ | ----- | -------- | ----- | --------- | ----- | ----- | ----- | ----- | ----- | ------ | ------- |
| 2 de octubre | 16:00 | Rusia    | 3 – 0 | Argentina | 27-25 | 28-26 | 25-17 | -     | -     | 80–68  | P2      |
| 2 de octubre | 19:00 | Italia   | 3 – 2 | Polonia   | 20-25 | 20-25 | 25-11 | 25-20 | 15-12 | 105–93 | P2      |

##### Partido por el3.ery 4.º puesto
| Fecha        | Hora  | Equipo 1  | Res.  | Equipo 2 | Set 1 | Set 2 | Set 3 | Set 4 | Set 5 | Total | Reporte |
| ------------ | ----- | --------- | ----- | -------- | ----- | ----- | ----- | ----- | ----- | ----- | ------- |
| 3 de octubre | 16:00 | Argentina | 0 – 3 | Polonia  | 16-25 | 14-25 | 19-25 | -     | -     | 49–75 | P2      |

##### Final
| Fecha        | Hora  | Equipo 1 | Res. | Equipo 2 | Set 1 | Set 2 | Set 3 | Set 4 | Set 5 | Total   | Reporte |
| ------------ | ----- | -------- | ---- | -------- | ----- | ----- | ----- | ----- | ----- | ------- | ------- |
| 3 de octubre | 19:00 | Rusia    | 0–3  | Italia   | 19-25 | 22-25 | 20-25 | -     | -     | 61 – 75 | P2      |